# 22 Волопаса
22 Волопаса (лат. 22 Boötis), f Волопаса (лат. f Boötis), HD 126661 — двойная звезда в созвездии Волопаса на расстоянии приблизительно 319 световых лет (около 97,8 парсеков) от Солнца. Видимая звёздная величина звезды — +5,394m.

## Характеристики
Первый компонент — белая Am-звезда спектрального класса kA7hA8mF2(III), или A5mA8F5, или F1m, или F0m, или A8IIIm, или A7-F2, или A5. Масса — около 2,434 солнечных, радиус — около 4,007 солнечных, светимость — около 52,427 солнечных. Эффективная температура — около 7735 K.
Второй компонент — коричневый карлик. Масса — около 15,11 юпитерианских. Удалён на 2,012 а.е..